# 藤村寛一
藤村 寛一（ふじむら ひろかず、1949年8月3日 - ）は、アナウンサー・ディレクター。

## 経歴
滋賀県甲賀郡出身。立命館大学経済学部卒業後の1974年に近畿放送へ入社。エキサイトナイター・近鉄エキサイトアワーや高松宮杯競輪中継の司会・実況を歴任したほか、京都パープルサンガ戦中継の主戦アナウンサーを務めた。その後はKBS京都の番組ディレクターとなったが、2008年夏頃よりアナウンサーに復帰して平日昼のラジオニュースを担当。2009年9月30日定年退職。

## 過去の出演番組

### ラジオ
- サンデーエコー[1]
- ひるまでスパーク!尾崎千秋です
- 土曜ホームコンサート
- 京都新聞ニュース

### テレビ
- 京都新聞日曜夕刊
- KBS京都エキサイトナイター・近鉄エキサイトアワー
- エキサイティング!J